# コルコバード

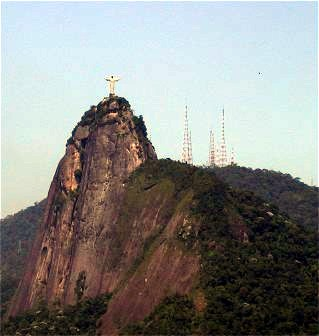
コルコバードの丘（遠景）

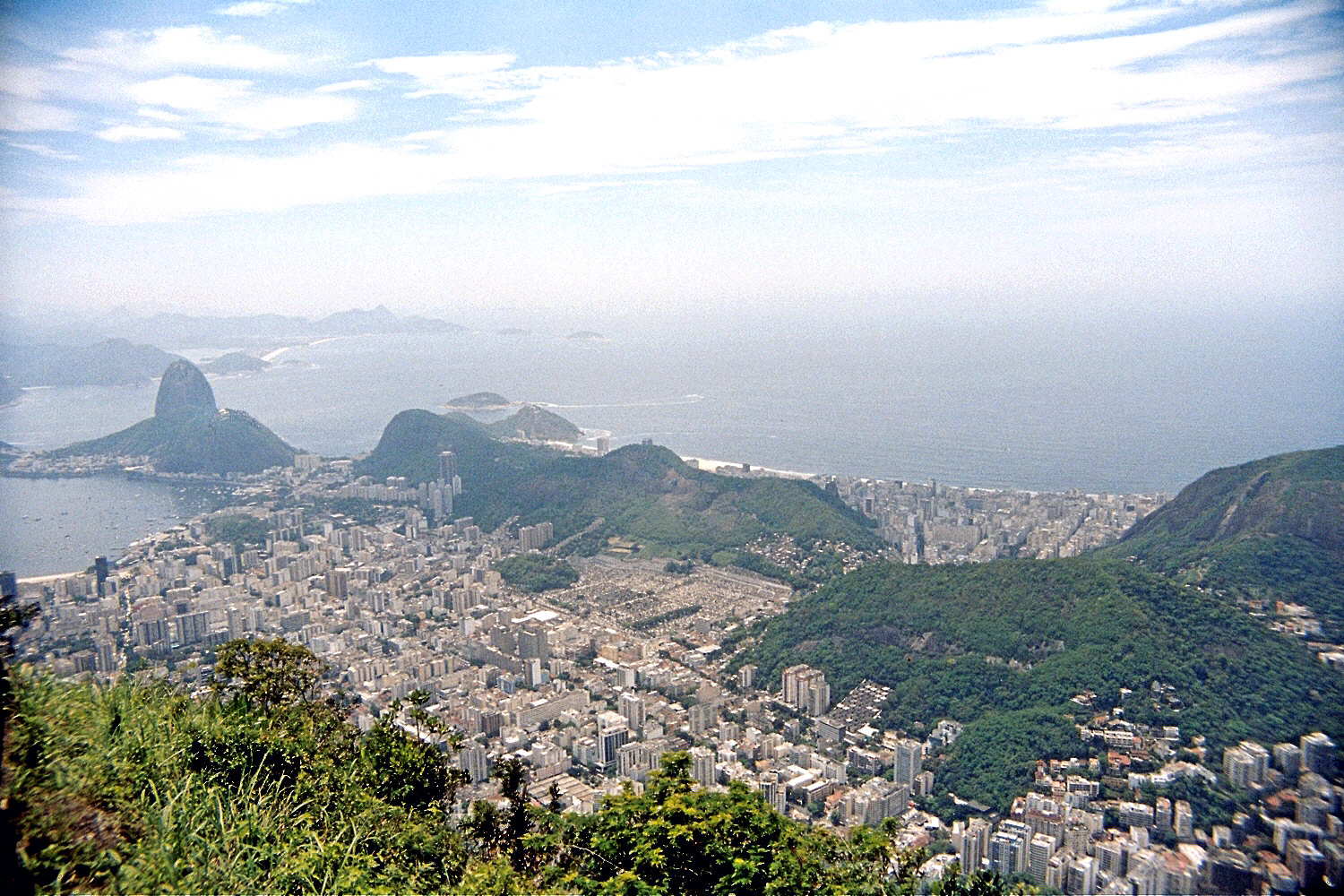
コルコバードの丘から見たリオデジャネイロ、左にパン・ジ・アスーカル（396m）、右にコパカバーナ海岸を望む

コルコバードの丘 (Corcovado) は、ブラジルのリオデジャネイロにある標高710メートルの丘である。世界遺産「リオデジャネイロ:山と海との間のカリオカの景観群」（2012年登録）に含まれている。

## 概要
丘の頂上には展望台があり、リオデジャネイロの街を一望できる。美しい海岸線や巨大な岩石がそびえたつ山々など美しい景観が広がっており、リオデジャネイロの観光名所の一つである。
また、頂上には、1931年に建てられた台座の高さが8メートル、像の高さ30メートルの両腕を広げた形の巨大なコルコバードのキリスト像が立っており、このキリスト像はリオデジャネイロのシンボルとしても名高い。夜間には照明が当てられる。台座内には小さい祭壇が設けられている（背面側に出入口がある）。
頂上へは丘の麓よりコルコバード登山電車及び自動車道が繋がっているが、自動車道では一般自動車の頂上までの乗り入れが禁止されており、中継所（土産物屋、屋外テラスがあるカフェがある）でマイクロバスに乗り換える必要がある。登山電車（頂上までの所要時間は約20分）または中継所までの乗り合いバス（市内中心地やコパカバーナ地区から発着、中継所でマイクロバスに乗り換える）でアクセス可能である。登山道もあるが治安が悪く銃器を使用した強盗事件も発生しているほか、2008年にはベトナムの大使が誘拐される事件も発生しているため、日本の外務省では海外安全ホームページを通じて登山電車の利用を呼びかけている。
キリスト像はチジュカ国立公園内にあり、その土地はブラジル連邦政府が自然公園として所管・管理してきたが、2024年10月にはカトリック教会に土地の管理を移管する法案が提出された。法案をめぐり自然保護を優先させるべきか、インフラ整備やアクセス問題の解消を優先されるべきかが議論された。